# Lozzo di Cadore
Lozzo di Cadore ist eine nordostitalienische Gemeinde (comune) mit 1247 Einwohnern (Stand 31. Dezember 2023) in der Provinz Belluno in Venetien. Die Gemeinde liegt etwa 42,5 Kilometer nordnordöstlich von Belluno im Cadore. Der Piave bildet die östliche Gemeindegrenze.

## Verkehr
Die Strada Statale 51bis di Alemagna von Pieve di Cadore endet hier an der Strada Statale 52 Carnica von Venzone nach Innichen.